# Lacroix-Saint-Ouen
Lacroix-Saint-Ouen è un comune francese di 4 754 abitanti situato nel dipartimento dell'Oise della regione dell'Alta Francia.

## Società

### Evoluzione demografica
Abitanti censiti